# SMOS
SMOS（スモス）は欧州宇宙機関(ESA)がフランス国立宇宙研究センター(CNES)およびスペイン産業技術開発センター(CDTI)と協力して2009年に打ち上げた地球観測衛星。SMOSとはSoil Moisture and Ocean Salinityのアクロニムであり、その名の通り土壌中の水分と海洋の塩分濃度を観測対象とする。

## 概要
SMOSはESAの地球観測計画「Living Planet Programme」を構成する衛星の一つとして2003年11月に承認され、同計画によって観測を開始した2番目の地球観測衛星である。水循環サイクルを研究する上で重要な要素である土壌水分と海洋塩分を継続的にマッピングし、土壌水分については3日、海洋塩分濃度については30日の頻度で地球全球の観測情報を更新する。このデータ収集により気象モデルの理解を進め気候変動・異常気象のメカニズム解析や気象予報の精度向上につながるものと期待されている。
SMOSのプラットフォームはタレス・アレーニア・スペース社によって組み立てられたPROTEUSで各辺1mの立方体である。これに取り付けられたミッションペイロードはEADSのスペイン子会社であるEADS CASA Espacioによって製作された干渉型放射計で、観測対象である地球からの電波(Lバンド)を受信すべく、小型アンテナを位相配列した長さ8mのアーム3枚をＹ字型に展開する。
2009年11月2日にプレセツク宇宙基地より、ロコットロケットよって技術実証衛星PROBA-2と同時に打ち上げられ、高度758km、軌道傾斜角98.4度の明暗境界線上を周回する太陽同期軌道に投入された。
SMOSの管制はフランス国立宇宙研究センター(CNES)のトゥールーズ宇宙センターにおいて行われ、観測データの解析はスペインの欧州宇宙天文学センター(ESAC)が担当する。ミッション期間は3年以上が予定されている。

## 観測機器
- 合成開口マイクロ波イメージング放射計 MIRAS (Microwave Imaging Radiometer using Aperture Synthesis)

地球表面から放射されるマイクロ波は土壌水分と海洋塩分の分布によってその強度が変化する。MIRASはそのマイクロ波（波長21cm、周波数1.4GHz）の放射分布を干渉計で捉え、土壌水分と海洋塩分のプロファイリングを行う。干渉計を構成する直径16.5cmの小型アンテナLICEFは、3本のアームに各18個、衛星本体に15個の計69個が配置されており、その合成開口による性能は土壌水分について空間分解能50kmで精度は4％、海洋塩分は200km四方の平均値として1リットル中0.1グラムの濃度差を検出する。